# Château de la Maroutière
 (mars 2025).
Motif : Absence de sources centrées
- Archive Wikiwix
- Bing
- Cairn
- DuckDuckGo
- E. Universalis
- Gallica
- Google
- G. Books
- G. News
- G. Scholar
- Persée
- Qwant
- (zh) Baidu
- (ru) Yandex
- (wd) trouver des œuvres sur Wikidata

| 1. | Préciser le motif de la pose du bandeau. | Précisez le motif de la pose du bandeau en utilisant la syntaxe suivante : {{admissibilité à vérifier\|date=juin 2025\|motif=remplacez ce texte par le motif}}                                |
| 2. | Informer les utilisateurs concernés.     | Pensez à avertir le créateur de l'article, par exemple, en insérant le code ci-dessous sur sa page de discussion : {{subst:avertissement admissibilité à vérifier\|Château de la Maroutière}} |

Le château de la Maroutière à Saint-Fort est un château en Mayenne, situé à 1 500 mètres au Nord-Est du bourg.

## Désignation
- La Maroustière, 1559 (Titres de Saint-Just).
- La Maroutière, château et chapelle (Jaillot).
- La Marhoutière, château et village (Cassini).
- La Maroutière (État-Major).

## Description
Il s'agit d'un domaine et seigneurie, mouvant de la baronnie et du prieuré de Saint-Jean de Château-Gontier ; érigé en la châtellenie par l'annexion de la seigneurie de Loigné et des fiefs de la Lande et de Bozeille-Maroutière. 
Dans la chapelle se marient : Michel Delahaie, de Nantes, et Renée Garnier, 1630 ; Mathurin Gourdon, fermier général, et Anne Curie, 1715. Il reste de l'ancien château du XVe siècle une élégante tourelle octogonale et quelques fenêtres ornementées.

## Sieurs ou dame
- Maurice de Mauvinet, seigneur de Quelaines, 1380.
- Gilles Cholet, chevalier, seigneur de la Choltière et de Chambrezais, mari d'Isabeau de Mauvinet, 1402, 1412.
- Louis des Barres, dit le Barrois[1], mari de N. Cholet, et en secondes noces d'Élie de Montécler, fille de Charles de Montécler et de Béatrix Augier, seigneur de Bénégon et des féages de Saint-Michel-de-Feins, 1415, 1455.
- Pierre des Barres, mari de Marguerite Rogier, chambellan du roi, 1469, obtient du roi délai pour paraître aux assises de Saint-Jean, 1478, et lettres de rémission en 1482 pour avoir, avec son frère André, blessé mortellement Guillaume Possart, sieur de la Sionnière, qui les avait assaillis. — Anne des Barres, femme : 1° de François de Bellanger, 1515 ; 2° de Jean Guénault, 1530, 1536.
- Thibault Longuejoue, maître des requêtes, seigneur aussi de la Beucheraie et de la Massuère (Chemazé), 1544, mari de Madeleine Brissonnet, † le 11 septembre 1550.
- Antoine de Clermont, mari de Jeanne Longuejoue, tué lors du Massacre de la Saint-Barthélemy.
- Louis de Clermont, marquis du Revel, rend aveu à la seigneurie de Teigné pour le moulin de la Roche de la Maroutière, 1580 ; il nomme une cloche à Saint-Fort, 1599.
- Charles de Goddes, par acquisition le 12 juin 1610.
- Charles-François de Goddes tient sur les fonts de Saint-Fort Charles-François, fils de René Allaire et de Renée Bonades, qui habitaient le manoir ; il rend aveu en 1688.
- François de Godes, 1688, 1697.
- Auguste de Goddes, marquis de Varennes, baron de Sautré, lieutenant général des armées du roi, 1752.
- Thomas-Robert-Nicolas, comte d'Angerville, du chef d'Augustine-Marie-Anne-Lucie d'Auray de Saint-Poix, sa femme, 1772, 1778.

## Source
- « Château de la Maroutière », dans Alphonse-Victor Angot et Ferdinand Gaugain, Dictionnaire historique, topographique et biographique de la Mayenne, Laval, A. Goupil, 1900-1910 [détail des éditions] (BNF 34106789, présentation en ligne)